# Daniel Merck
Daniel Merck (* 25. November 1657 in Augsburg; † 1. oder 2. Dezember 1717 ebenda) war ein deutscher Violinist und Komponist.

## Leben und Wirken
Daniel Merck besuchte das Gymnasium bei St. Anna (Lateinschule) in Augsburg, wo er ein Schüler von Tobias Kriegsdorfer war. Ab 1678 war er Kantor an der Barfüßerkirche und ab 1686 auch als geschätzter Violinist Instrumentallehrer an St. Anna. Von 1697 bis 1712 war er Nachfolger von Georg Schmezer als Kantor bei St. Anna.
1695 verfasste er sein Lehrwerk für Streichinstrumente, Compendium musicae instrumentalis Chelicae. Dieses Werk ist eher dem normalen Geiger gewidmet. Dennoch erwähnt Merck in seinem Werk große Geiger seiner Zeit wie Johann Jakob Walther oder Heinrich Ignaz Franz Biber, „Was die Worte Spiccato, Harpeggiato welche bey denn Kunst Virtuosis, als Herrn von Biber zu finden seyen“. Die Ausführung von Fingersätzen wird ebenfalls behandelt und ist heutigen Barockgeigern eine Hilfe beim Studium der historischen Aufführungspraxis. Das als Verzierung einzusetzende Vibrato wird mit einem „m“ gekennzeichnet.

## Werk
- Compendium musicae instrumentalis Chelicae: Kurtzer Begriff, welcher Gestalten die Instrumental Music auf der Violin, Pratschen, Viola da gamba und Bass gründlich und leicht zu erlernen seye, Augsburg 1695.